# Przestrzeń wolności, bezpieczeństwa i sprawiedliwości
Przestrzeń wolności, bezpieczeństwa i sprawiedliwości (PWBS) – termin odnoszący się do części polityki wewnętrznej Unii Europejskiej, która, w poszanowaniu praw podstawowych oraz różnych systemów i tradycji prawnych państw członkowskich, zapewnia:
- swobodny przepływ osób i brak kontroli na granicach wewnętrznych,
- wspólną politykę w dziedzinie azylu, imigracji i kontroli granic zewnętrznych,
- walkę z przestępczością, rasizmem i ksenofobią poprzez koordynację i współpracę organów policyjnych (m.in. w ramach Europolu) i sądowych (m.in. w ramach Eurojustu) oraz innych właściwych organów, a także za pomocą wzajemnego uznawania orzeczeń sądowych w sprawach karnych i, w miarę potrzeby, zbliżanie przepisów karnych,
- ułatwianie obywatelom dostępu do wymiaru sprawiedliwości, w szczególności przez wzajemne uznawanie orzeczeń sądowych i pozasądowych w sprawach cywilnych.

Przestrzeń wolności, bezpieczeństwa i sprawiedliwości jest ustanowiona na podstawie art. 3 ust. 2 Traktatu o Unii Europejskiej. Szczegółowe regulacje zawiera Tytuł V części trzeciej Traktatu o funkcjonowaniu Unii Europejskiej.

## Rola instytucji unijnych i krajowych w zakresie przestrzeni wolności, bezpieczeństwa i sprawiedliwości
Rada Europejska określa strategiczne wytyczne dotyczące planowania działań legislacyjnych i operacyjnych w przestrzeni wolności, bezpieczeństwa i sprawiedliwości.
Parlamenty narodowe państw członkowskich czuwają nad zachowaniem zgodności działań podejmowanych w zakresie przestrzeni wolności, bezpieczeństwa i sprawiedliwości z zasadą pomocniczości. Sprawują też (wraz z Parlamentem Europejskim) polityczną kontrolę nad działaniami podejmowanymi w tym zakresie.
Rada Unii Europejskiej przyjmuje środki prawne służące współpracy administracyjnej pomiędzy służbami państw członkowskich, oraz pomiędzy nimi a Komisją Europejską. Czyni to na wniosek Komisji Europejskiej po uzyskaniu opinii Parlamentu Europejskiego. Może również, wraz z Parlamentem Europejskim, zgodnie ze zwykłą procedurą prawodawczą, uchwalać rozporządzenia dotyczące przepływów pieniężnych w celu zapobiegania finansowaniu terroryzmu. W jej ramach ustanawia się stały komitet zapewniający współpracę w zakresie bezpieczeństwa wewnętrznego.
Rządy państw członkowskich (w liczbie co najmniej 1/4 liczby państw członkowskich) mają, obok Komisji Europejskiej, inicjatywę ustawodawczą w zakresie aktów prawnych dotyczących współpracy policyjnej i współpracy sądowej w sprawach karnych.

## Unia Europejska a inicjatywy antyterrorystyczne
Zapewnienie bezpieczeństwa w kwestii zagrożeń terrorystycznych w Unii Europejskiej spoczywa na wielu wyspecjalizowanych instytucjach oraz agencjach, a także inicjatywach, są to m.in.:
- Koordynator Unii Europejskiej ds. Zwalczania Terroryzmu (The European Union Counter-Terrorism Coordinator),
- Europejski Urząd Policji (Europol),
- Europejska Jednostka Współpracy Sądowej (Eurojust),
- Grupa Przeciwdziałania Terroryzmowi (The Counter-Terrorism Group – CTG)
- Grupa Robocza UE ds. Terroryzmu (The Working Party on Terrorism),
- Policyjna Grupa Robocza UE ds. Terroryzmu (The Police Working Group on Terrorism),
- Grupa ATLAS,
- Stały Komitet Współpracy Operacyjnej w zakresie Bezpieczeństwa Wewnętrznego (The Standing Committee on Operational Cooperation on Internal Security – COSI)
- Program śledzenia środków finansowych należących do terrorystów (The Terrorist Finance Tracking Program – TFTP).

## Historia

### TREVI (1974-1993)
Korzenie przestrzeni wolności bezpieczeństwa i sprawiedliwości sięgają TREVI (fr. - Terrorisme, Radicalisme, Extremisme, Violence  Internationale) – wewnętrznej grupy ds. bezpieczeństwa utworzonej przez Radę Europejską w Rzymie w 1975 roku.
Stała się ona pierwszym sygnałem współpracy ministrów spraw wewnętrznych i sprawiedliwości krajów Wspólnoty Europejskiej w zakresie polityki bezpieczeństwa i podwaliny powstałego później Traktatu Amsterdamskiego (1997) trzeciego filaru Unii Europejskiej.
Stały sekretariat TREVI powstał w Rzymie w 1975 roku. W kolejnych latach powstały też grupy robocze.

#### TREVI I
Grupa TREVI I została powołana w 1976 roku. Powstała zatem w okresie natężenia działalności takich grup jak ETA, IRA, Czarny Wrzesień, czy też RAF. Głównym zadaniem grupy miała być poprawa przepływu informacji na temat organizacji terrorystycznych oraz wspólna analiza zagrożeń. Otrzymała też za zadanie wypracowanie wspólnej strategii zwalczania międzynarodowego terroryzmu. Ponadto stała się forum wymiany doświadczeń państw członkowskich w tym zakresie.

#### TREVI II
Grupa TREVI II została utworzona w 1976, powołano ją w celu poprawienia współpracy nad ochroną bezpieczeństwa i porządku publicznego, w tym organizacji międzynarodowych meczów piłkarskich. Do jej zadań należały też prace związane ze szkoleniami policji krajów Wspólnot Europejskich.

#### TREVI III
Grupa TREVI III została powołana w 1986 roku, do walki z przestępczością zorganizowaną (szczególnie kradzieżami samochodów, przemytem dzieł sztuki, praniem brudnych pieniędzy) oraz handlem narkotykami. Jej działalność doprowadziła m.in. do utworzenia krajowych jednostek antynarkotykowych.

#### TREVI 92
Grupę TREVI 92 utworzono w 1989 roku. Jej powstanie wiązało się z nadchodzącym zniesieniem kontroli na granicach wewnętrznych i uruchomieniem SIS.

### Współpraca w zakresie wymiaru sprawiedliwości i spraw wewnętrznych (1993-1999)
Wskutek traktatu z Maastricht w 1992 r. utworzony został międzyrządowy trzeci filar Unii Europejskiej. Współpraca w tym obszarze koncentrowała się wokół zwalczania przestępczości. Jego pierwotna nazwa brzmiała: współpraca w zakresie wymiaru sprawiedliwości i spraw wewnętrznych (WSiSW, ang. Justice and Home Affairs, JHA). Dotyczył on problemów imigracji, przestępczości zorganizowanej, terroryzmu i patologii społecznej oraz spraw wizowych i azylów.
Najważniejsze instrumenty przyjęte w ramach filaru:
- Konwencja dublińska - 1990 r.
- Konwencja o Europolu - 1995 r.
- Konwencje ekstradycyjne

### Współpraca policyjna i sądowa w sprawach karnych (1999-2009)
W wyniku wejścia w życie traktatu amsterdamskiego z 1997 r. nastąpiło uwspólnotowienie części tego filaru, czyli przeniesienie niektórych polityk (polityka wizowa, azylowa, imigracyjna i inne polityki związane ze swobodnym przepływem osób) do pierwszego filaru. Tym samym sprawy te zostały objęte jurysdykcją Trybunału Sprawiedliwości. 
Nazwę pozostałego międzyrządowego III filaru zmieniono na współpraca policyjna i sądowa w sprawach karnych.
W ramach III filaru UE realizowane były programy:
- Grotius (Unia Europejska)
- Grotius II (Unia Europejska)
- Falcone (Unia Europejska)

### Po traktacie lizbońskim (od 2009)
Wraz z wejściem w życie Traktatu lizbońskiego zniesiona została trójfilarowa struktura UE.
Przestrzeń wolności, bezpieczeństwa i sprawiedliwości zmieniła wówczas swój charakter z ogólnie zarysowanego konceptu na  zbiór konkretnych polityk unijnych należących do dawnego trzeciego filaru, zarówno tych wyłączonych z niego w roku 1999 jak i tych, które wówczas w nim pozostawione, a połączonych ponownie w jednolitą domenę wspólnotową.
W jej ramach funkcjonowało w 2023 r. 10 unijnych agencji zdecentralizowanych oraz 1 zdecentralizowana jednostka niezależna (Urząd Prokuratury Europejskiej).